# Ipari Örökségek Európai Útvonala

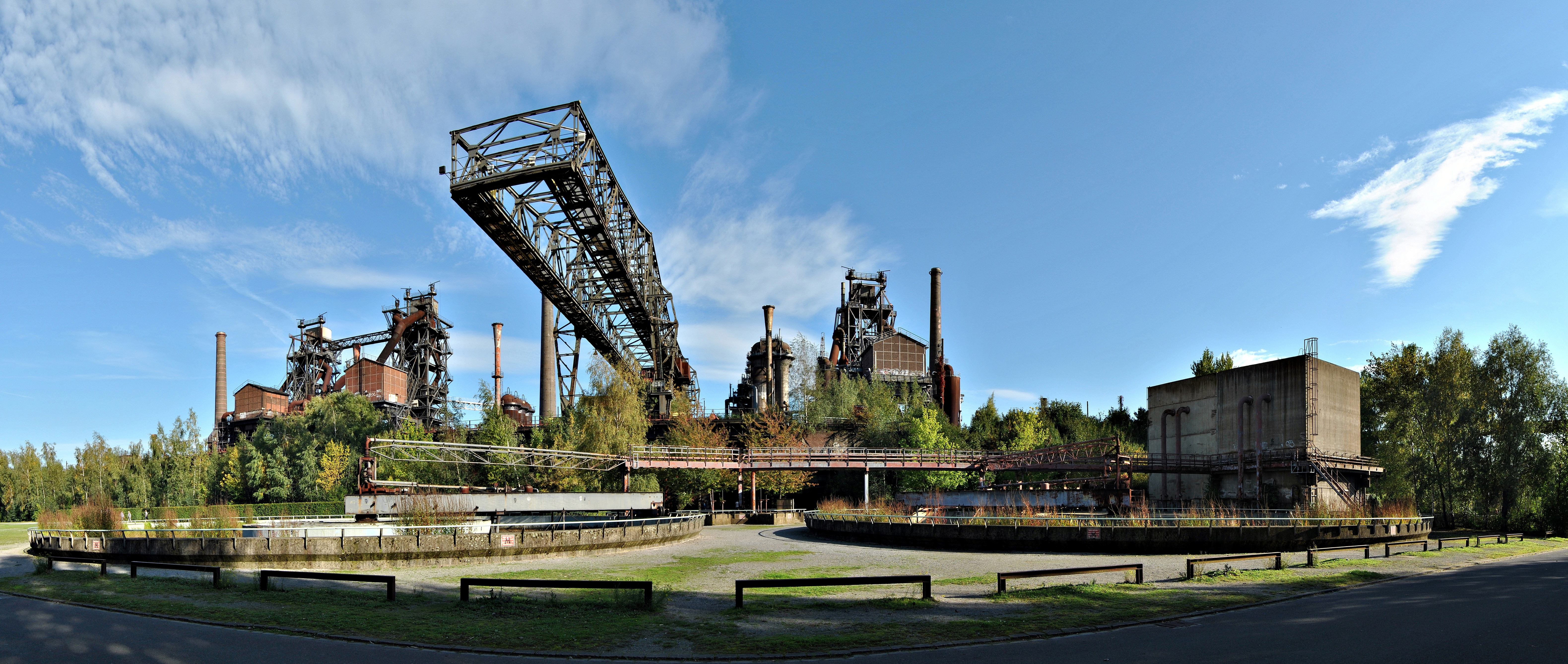
Az Észak-Duisburg Tájpark

Az Ipari Örökségek Európai Útvonala (angolul European Route of Industrial Heritage, ERIH) Európa  legfontosabb ipari örökségeinek hálózata. A projekt célja, hogy érdeklődést keltsen az iparosodás közös európai öröksége és ennek fennmaradt nyomai iránt. Ezen kívül az ipari történelmet bemutató régiókat, városokat és egyéb helyszíneket kívánja reklámozni és turistalátványosságként értékesíteni az idegenforgalmi piacon.
Az ERIH – virtuális – főútvonalát úgynevezett megállók alkotják. Ezek a látogatók számára legvonzóbb és történelmileg legfontosabb ipari örökség helyszínek. Ez az útvonal átszeli az Egyesült Királyságot, Hollandiát, Belgiumot, Luxemburgot és Németországot.

## Legjelentősebb állomások
| Ország                             | Helyszín                                             | Téma                                                                               |
| ---------------------------------- | ---------------------------------------------------- | ---------------------------------------------------------------------------------- |
| Amlwch                             | Mynydd Parys és Porth Amlwch                         | Bányászat, közlekedés és hírközlés                                                 |
| Amszterdam                         | Heineken Experience – Heineken sörfőzde              | Gyártás és termelés                                                                |
| Beringen                           | Flamand szénbányászati múzeum                        | Bányászat                                                                          |
| Birmingham                         | Ékszerész negyed                                     | Gyártás és termelés                                                                |
| Blaenavon (világörökségi helyszín) | Big Pit Nemzeti Szénmúzeum                           | Bányászat                                                                          |
| Bradford                           | Saltaire (világörökségi helyszín)                    | Textil, gyártás és termelés                                                        |
| Brandenburg an der Havel           | Ipari Múzeum                                         | Vas és acél                                                                        |
| Brentford                          | Kew Bridge Gőzmúzeum                                 | Energia, víz                                                                       |
| Chatham, Kent                      | Chatham Dokk                                         | Közlekedés és hírközlés                                                            |
| Chemnitz                           | Chemnitz Ipari Múzeuma                               | Textil, gyártás és termelés, energia, közlekedés és hírközlés                      |
| Cromford                           | Derwent Valley textilgyárai (világörökségi helyszín) | Textil                                                                             |
| Crynant                            | Cefn Coed Colliery Museum                            | Bányászat                                                                          |
| Delmenhorst                        | Nordwolle                                            | Textil                                                                             |
| Differdange                        | Fond-de-Gras Ipari és Vasúti Park                    | Bányászat, közlekedés és hírközlés                                                 |
| Dortmund                           | Vesztfáliai Ipari Múzeum Zollern II/IV Colliery      | Bányászat                                                                          |
| Duisburg                           | Észak-Duisburg Tájpark                               | Vas és acél                                                                        |
| Dundee                             | Verdant Művek                                        | Textil                                                                             |
| Enschede                           | Jannink Textil és Társadalmi Múzeum                  | Textil                                                                             |
| Essen                              | Zollverein Szénbánya (világörökségi helyszín)        | Bányászat                                                                          |
| Euskirchen                         | Rhineland Ipari Múzeuma Mueller Textilfeldolgozó     | Textil                                                                             |
| Gloucester                         | Nemzeti Víziutak Múzeuma és Gloucester Dokk          | Közlekedés és hírközlés                                                            |
| Goslar                             | Rammelsbergi bánya (világörökségi helyszín)          | Bányászat                                                                          |
| Gräfenhainichen                    | Ferropolis – Vasváros                                | Bányászat, energia                                                                 |
| Haarlemmermeer                     | Museum De Cruquius                                   | Energia, víz                                                                       |
| Hamburg                            | Munkamúzeum                                          | Gyártás és termelés                                                                |
| Hengelo                            | HEIM Technológia-múzeum                              | Gyártás és termelés, energia                                                       |
| Hoyerswerda                        | Lusatia Bányamúzeum Knappenrode                      | Bányászat                                                                          |
| Kerkrade                           | INDUSTRION Iparmúzeum                                | Bányászat, gyártás és termelés                                                     |
| Kidderminster                      | Severn völgyi vasút                                  | Közlekedés és hírközlés                                                            |
| La Louvière                        | Bois-du-Luc. Ecomusée Bánya                          | Bányászat                                                                          |
| Lage                               | Vesztfáliai Iparmúzeum Téglagyár                     | Gyártás és termelés                                                                |
| Lanark                             | New Lanark (világörökségi helyszín)                  | Textil                                                                             |
| Lichterfeld                        | Overburden Conveyer Bridge F60                       | Bányászat                                                                          |
| Liverpool                          | Merseyside Tengerészeti Múzeum                       | Közlekedés és hírközlés                                                            |
| Llanberis                          | Walesi Slate Múzeum                                  | Gyártás és termelés                                                                |
| Manchester                         | Manchesteri Tudományos és Ipari Múzeum               | Textil, gyártás és termelés, energia, közlekedés és hírközlés                      |
| Marcinelle                         | Bois du Cazier ipari múzeum- és emlékhely            | Bányászat                                                                          |
| Merkers                            | Merkers Adventure Bánya                              | Bányászat                                                                          |
| Newtongrange                       | Skót Bányamúzeum                                     | Bányászat                                                                          |
| Northwich                          | Lion Salt Művek                                      | Gyártás és termelés                                                                |
| Nürnberg                           | DB (Német Vasutak) Múzeuma                           | Közlekedés és hírközlés                                                            |
| Oberhausen                         | CentrO melletti gázmérő                              | Energia                                                                            |
| Papenburg                          | Meyer Shipyard                                       | Gyártás és termelés                                                                |
| Peenemünde                         | Történeti és Technikai Információs Központ           | Energia, közlekedés és hírközlés                                                   |
| Penzance                           | Geevor Tin Bánya                                     | Bányászat                                                                          |
| Petite-Rosselle                    | La mine, Musée du Carreau Wendel                     | Bányászat                                                                          |
| Rhondda                            | Rhondda Műemlékpark                                  | Bányászat                                                                          |
| Rotterdam                          | Wilhelmina Quays                                     | Gyártás és termelés, közlekedés és hírközlés                                       |
| Selb                               | Kínai Ipar Európai Múzeuma                           | Gyártás és termelés                                                                |
| Sheffield                          | Kelham szigeti Múzeum                                | Vas és acél, gyártás és termelés, energia                                          |
| Solingen                           | Rhineland Ipari Múzeum Hendrichs Drop Forge          | Gyártás és termelés                                                                |
| Stoke-on-Trent                     | Gladstone Kerámiamúzeum                              | Gyártás és termelés                                                                |
| Swansea                            | Nemzeti Vízparti Museum                              | Bányászat, vas és acél, gyártás és termelés, energia, közlekedés és hírközlés, víz |
| Tavistock                          | Morwellham Quay                                      | Bányászat, közlekedés és hírközlés                                                 |
| Telford                            | Ironbridge Gorge Múzeumok (világörökségi helyszín)   | Bányászat, vas és acél, gyártás és termelés, energia                               |
| Tilburg                            | Holland textilmúzeum                                 | Textil                                                                             |
| Uebigau-Wahrenbrück                | Louise Briquette Művek                               | Bányászat, energia                                                                 |
| Völklingen                         | Völklingeni vasmű (világörökségi helyszín)           | Vas és acél                                                                        |
| Wakefield                          | Angol Nemzeti Szénbányászati Múzeum                  | Bányászat                                                                          |
| Waltham Abbey                      | Waltham Abbey Királyi Puskaporgyár                   | Bányászat, gyártás és termelés                                                     |
| Zaandam                            | "Zaanse Schans" Múzeum                               | Energia, víz                                                                       |
| Zehdenick                          | Mildenberg Téglagyár Ipari Park                      | Gyártás és termelés                                                                |
| Zevenaar                           | De Panoven Téglagyár                                 | Gyártás és termelés                                                                |
| Zwickau                            | August Horch Múzeum                                  | Gyártás és termelés                                                                |

## Magyar állomások
- Országos Műszaki Múzeum Öntödei Múzeuma, Budapest
- Magyar Olaj- és Gázipari Múzeum, Zalaegerszeg

## Regionális útvonalak
Regionális útvonalak (mint például a Route der Industriekultur, azaz az Ipari Kultúra Útja a Ruhr-vidéken) azokat a régiókat szelik át, ahol az ipari történelem nyomait megtalálhatjuk.
Tíz európai témaútvonal (European Theme Routes) mutatja be kontinens-szerte az ipari tájak sokféleségét és ipari történelmünk közös gyökereit:
- Bányászat: A Föld kincsei
- Vas és acél: The glow of the blast furnaces
- Textil: A száltól az anyagig
- Termelés: Fogyasztási cikkek az egész világnak
- Energia: Ami mozgásban tart
- Közlekedés és hírközlés: Az Ipari Forradalom nyomvonala
- Víz: Kék arany
- Lakás és építészet
- Szabadidő- és szolgáltatóipar
- Ipari tájak

## Külső hivatkozások
- ERIH – European Route of Industrial Heritage (angolul)
- Ipari műemlékek

## Fordítás
- Ez a szócikk részben vagy egészben  az   European Route of Industrial Heritage című angol Wikipédia-szócikk ezen változatának fordításán alapul.  Az eredeti cikk szerkesztőit annak laptörténete sorolja fel. Ez a jelzés csupán a megfogalmazás eredetét és a szerzői jogokat jelzi, nem szolgál a cikkben szereplő információk forrásmegjelöléseként.